# 徳田白楊
徳田 白楊 （とくだ はくよう、本名：森下文夫、1911年5月28日 - 1933年1月19日）は、昭和初期のアララギ派の歌人である。アララギ派の天才と呼ばれ将来を有望されていたが、夭折した。

## 生涯
1911年（明治44年）5月28日、大分県大野郡上緒方村（現・豊後大野市緒方町）に森下虎三郎の二男として生まれる。 
1927年（昭和2年）、旧制竹田中学（現・大分県立竹田高等学校）在学中に16歳で肋膜炎を患い、休学を余儀なくされる。1929年（昭和4年）、竹田市の教会でキリスト教の洗礼を受ける。大分新聞（現・大分合同新聞）に短歌を投稿したところ選者の土屋文明が「宝玉的天才歌人」と呼んで高く評価し、重い病気を持っていることを知って新聞に30首一挙掲載を行う。1933年（昭和8年）1月19日、腎臓結核により21歳で死去。病弱でその短い人生の殆どを病と闘ったのではないかと思われるほど、病床の歌が多い。
1990年（平成2年）、徳田白楊顕彰の会「白楊会」が地元で立ち上がる。緒方町の隣町、竹田市の豊後竹田駅前には白楊歌碑が設置されており、緒方町の生家は記念館となっている。